# Långtjärnen (Övre Ulleruds socken, Värmland, 662197-137366)
Långtjärnen är en sjö i Forshaga kommun i Värmland och ingår i Göta älvs huvudavrinningsområde. Sjön har en area på 0,128 kvadratkilometer och ligger 146,7 meter över havet. Sjön avvattnas av vattendraget Skymmelån.

## Delavrinningsområde
Långtjärnen ingår i det delavrinningsområde (662059-137529) som SMHI kallar för Mynnar i Västra Örten. Medelhöjden är 165 meter över havet och ytan är 47,84 kvadratkilometer. Det finns inga avrinningsområden uppströms utan avrinningsområdet är högsta punkten. Skymmelån som avvattnar avrinningsområdet har biflödesordning 3, vilket innebär att vattnet flödar genom totalt 3 vattendrag innan det når havet efter 283 kilometer. Avrinningsområdet består mestadels av skog (78 procent). Avrinningsområdet har 0,8 kvadratkilometer vattenytor vilket ger det en sjöprocent på 1,7 procent.